# Arnold Lobel
Pour les articles homonymes, voir Lobel.
Arnold Stark Lobel, né le 22 mai 1933 et mort le 4 décembre 1987, est un dessinateur, auteur et illustrateur américain de littérature jeunesse (dont le célèbre Hulul, hibou solitaire et fantasque).

## Biographie
Arnold Lobel obtient en 1955 son diplôme de l’institut d’art Pratt Institute de Brooklyn.
Son premier album est publié en 1964. En 1968 il publie Le Magicien des couleurs.
Il obtient la Médaille Caldecott en 1981.
Les personnages d'Arnold Lobel sont principalement des animaux, souvent anthropomorphisés ou vivant dans un monde d'humains. Les histoires sont souvent courtes, simples et touchent à un quotidien merveilleux ou étrange du point de vue des personnages mais non du lecteur : dans Hulul, le hibou naïf a peur des inquiétantes bosses que font ses pieds sous sa couverture, ou bien, voyant la Lune toujours visible, il croit qu'elle le suit dans sa promenade nocturne et s'en fait une amie. 
Dans Porculus, il raconte avec humour l'histoire d'un petit cochon qui adore se plonger dans la boue.
Oncle Éléphant rassure un petit éléphant inquiet.

## Œuvres
Auteur et illustrateur de : 
- Jean le Géant (original : Giant John), 1964
- Le Magicien des couleurs (original : The Great Blueness and Other Predicaments), 1968
- Ranelot et Bufolet (original : Frog and Toad Are Friends), 1970
- Porculus (original : Small Pig), 1971
- Isabelle, 1972
- Ranelot et Bufolet, une paire d'amis (original : Frog and Toad Together), 1972
- Oncle Éléphant, 1974
- Sept Histoires de souris (original : Mouse Tales), 1974
- Hulul, 1976
- La Soupe à la souris (original : Mouse Soup), 1978
- Sauterelle (original : Grasshopper on the Road), 1979
- Fables, 1980
- Ming Lo déplace la montagne (original : Ming Lo Moves the Mountain), 1982
- Les Marchands de la Grand'Rue (original : On Market Street), 1982
- Cochontines (original : The Book of Pigericks), 1984
- Les Quatre saisons de Ranelot et Bufolet (original : Frog and Toad all Year), 1984
- Cinq nouvelles histoires de Ranelot et Bufolet (original : Days with Frog and Toad), 1985
- Hulul et compagnie, trente contes illustrés, 2001

Illustrateur de : 
- Arthur a disparu, 1972 (auteur : Nathaniel Benchley)
- Red Fox and his Canoe, 1985 (auteur : Nathaniel Benchley)
- Gronounours s'habille, 1988 (auteur : Harriet Ziefert)
- La Matinée de Gronounours, 1988 (auteur : Harriet Ziefert)
- Les Courses de Gronounours, 1988 (auteur : Harriet Ziefert)
- Gronounours et les saisons, 1988 (auteur : Harriet Ziefert)
- L'Hippocampe, 1990 (auteur : Robert A. Morris)
- Le Diable et la mère Pétrin (original : The Devil and Mother Crump), 1992 (auteur : Valerie Scho Carey)